# Holland (famiglia)

Stemma della famiglia Holland

La famiglia Holland fu una nobile famiglia medievale inglese di origine anglosassone. Tutti i membri maschili ereditarono il titolo di barone Holand; molti di loro divennero cavalieri, conti e duchi durante il Medioevo. 
Alcuni Holland migrarono in America del Nord durante il XVII secolo diffondendo il cognome nelle colonie inglesi.
I primi Holland abitarono il Lincolnshire.
Il primo barone Holland fu Robert de Holland, figlio del cavaliere Sir Robert di Upholland e nato intorno al 1283. Il barone Holand divenne il favorito di Thomas II conte di Lancaster accanto a cui lottò nella rivolta di Banastre. Per la sua partecipazioni alla guerra civile che vedeva tra loro contrapposti baroni rivali, Holland ottenne territori e il titolo di Lord nel parlamento inglese. 
I figli di Robert, Thomas e Otho, combatterono nella guerra dei cent'anni contro la Francia rivestendo posti di comando nella battaglia di Caen e nella battaglia di Crècy. Tornati in Inghilterra furono due dei cavalieri fondatori dell'ordine della giarrettiera, la più alta carica nella cavalleria inglese. Otho morì senza discendenza al contrario di Thomas che ebbe almeno quattro figli; tra questi si ricordano Thomas Holland, II conte di Kent e John Holland, I duca di Exeter. Il secondo conte di Kent prese parte a diverse battaglie tra cui la battaglia di Nájera servendo Edoardo il Principe Nero. Ne sposò una parente, Alice FitzAlan, da cui ebbe diversi figli da cui discesero molti personaggi chiave della guerra delle due rose.

## Titoli nobiliari
- barone Holland
- conte di Kent
- duca di Exeter